# Govern de Carolina del Nord
El govern de Carolina del Nord és dividit a tres branques: executiu, legislatiu, i judicial. Aquests consisteixen del Consell d'Estat (dirigit pel Governador de Carolina del Nord), la legislatura bicameral (dita l'Assemblea General), i el sistema judicial estatal (amb el Tribunal Suprem de Carolina del Nord al capdavant). La Constitució de Carolina del Nord delimita l'estructura i funció del govern estatal.

## Branca executiva
La branca executiva de Carolina del Nord està regida per l'Article III de la constitució estatal. La primera Constitució de Carolina del Nord dins 1776 va demanar un governador i Consell Estatal de 7 membres elegit per la legislatura. Actualment, el Consell Estatal de Carolina del Nord té 10 membres que són votats directament pels ciutadans de l'estat:
1. Governador
2. Tinent governador
3. Fiscal General
4. Secretari d'Estat
5. Comissari d'agricultura
6. Comissari d'assegurances
7. Comissari de treball
8. Superintendent d'educació pública
9. Tresorer estatal
10. Auditor estatal

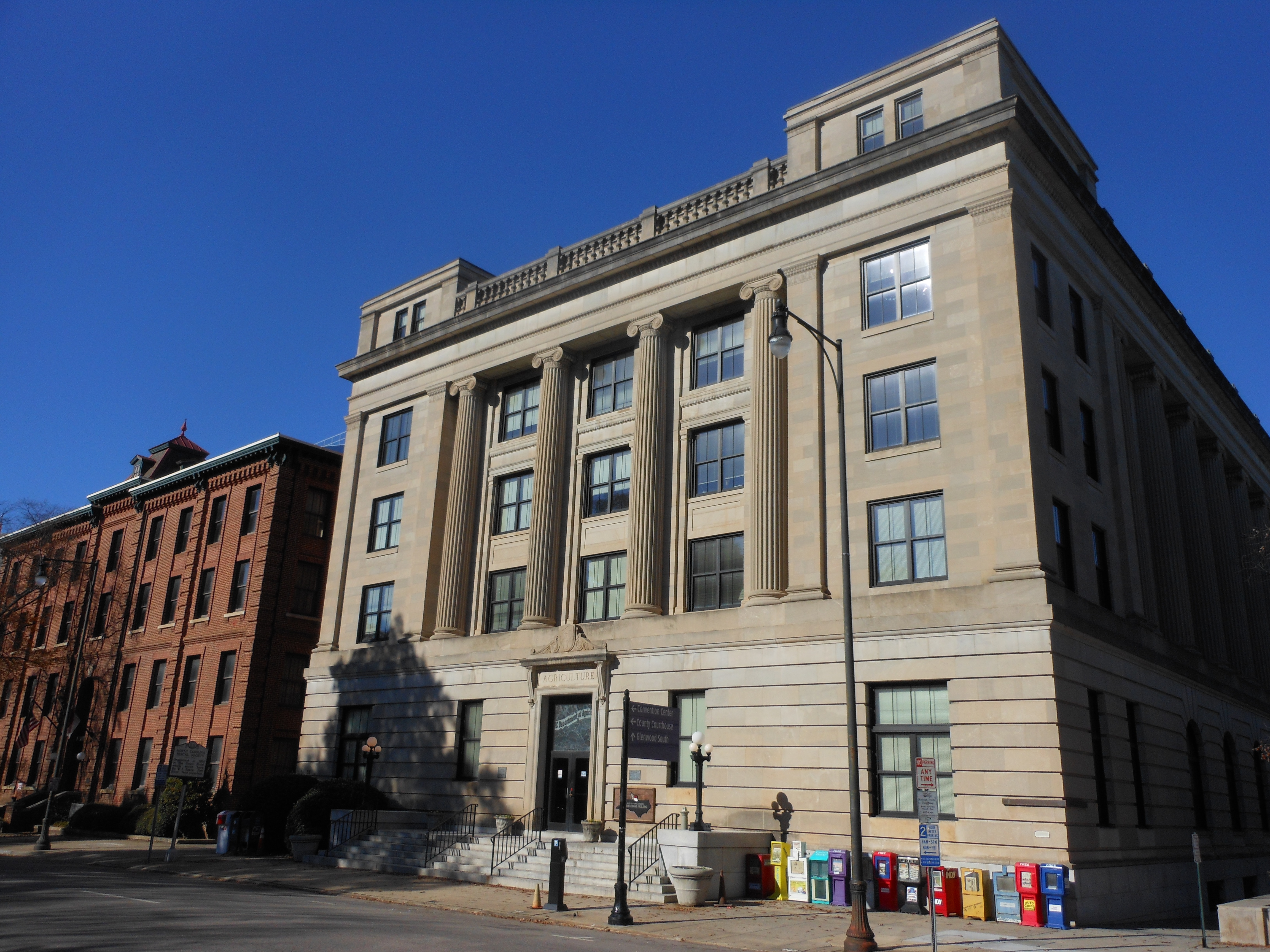
El Departament d'Edifici d'Agricultura en Raleigh

El nou departaments del Gabinet de Carolina del Nord, al comandament dels secretaris de departament, més el Departament d'Administració, són nomenats pel Governador de la manera següent:
1. Departament d'Administració
2. Departament de Comerç
3. Departament de Recursos Naturals i Cultura
4. Departament de Qualitat Ambiental
5. Departament de Salut i Serveis Humans
6. Departament de Tecnologia de la Informació
7. Departament d'Ingressos
8. Departament de Seguretat Pública
9. Departament d'Afers Militars i Veterans
10. Departament de Transports

El Registre de Carolina del Nord inclou informació sobre regles d'agència estatal, regles administratives, ordres executius i altres avisos, i és publicat bimensualment. L'Administració de Codi de Carolina del Nord (NCAC) conté totes les regles codificades.

## Branca legislativa

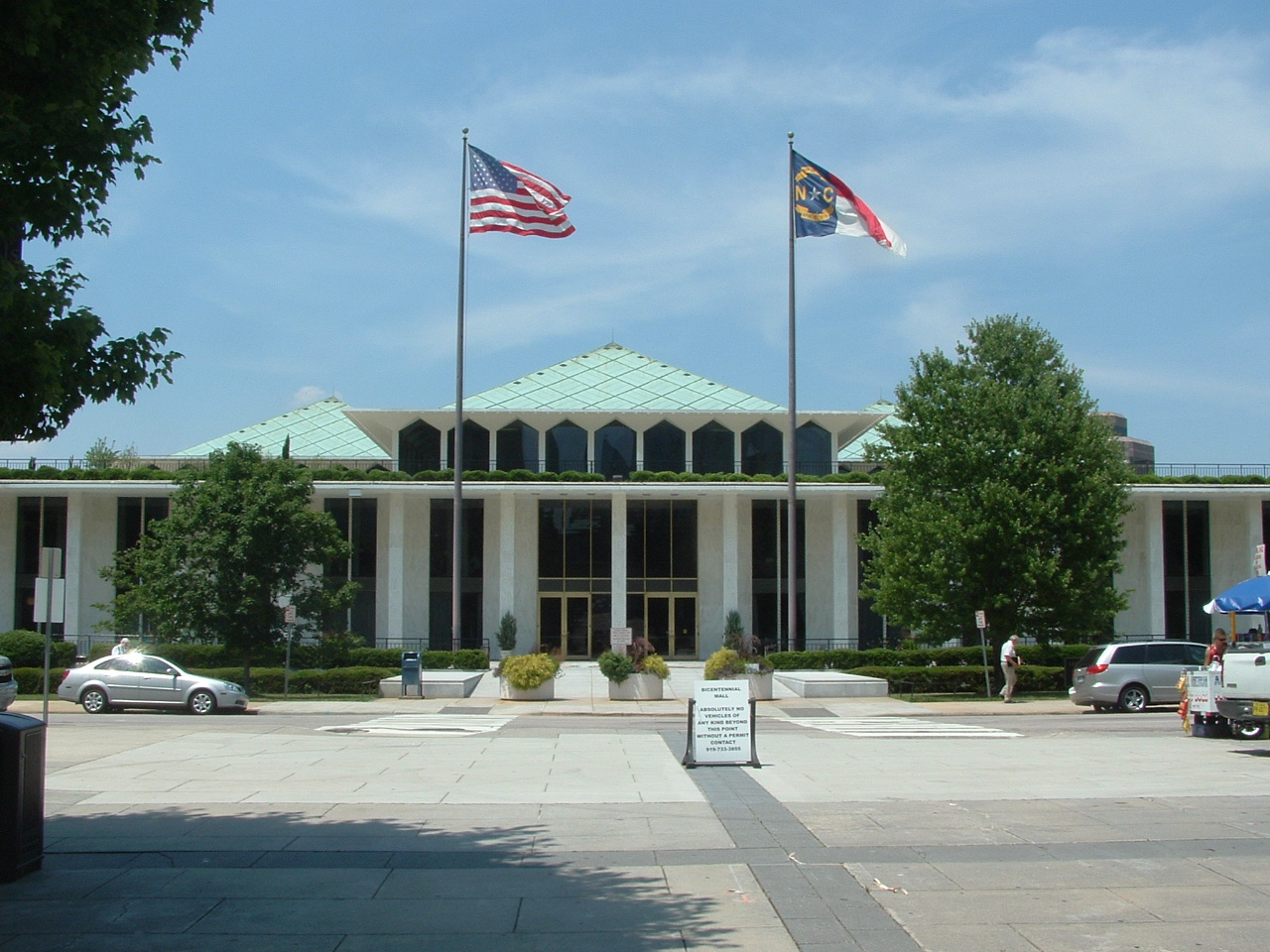
L'edifici legislatiu estatal, a Raleigh

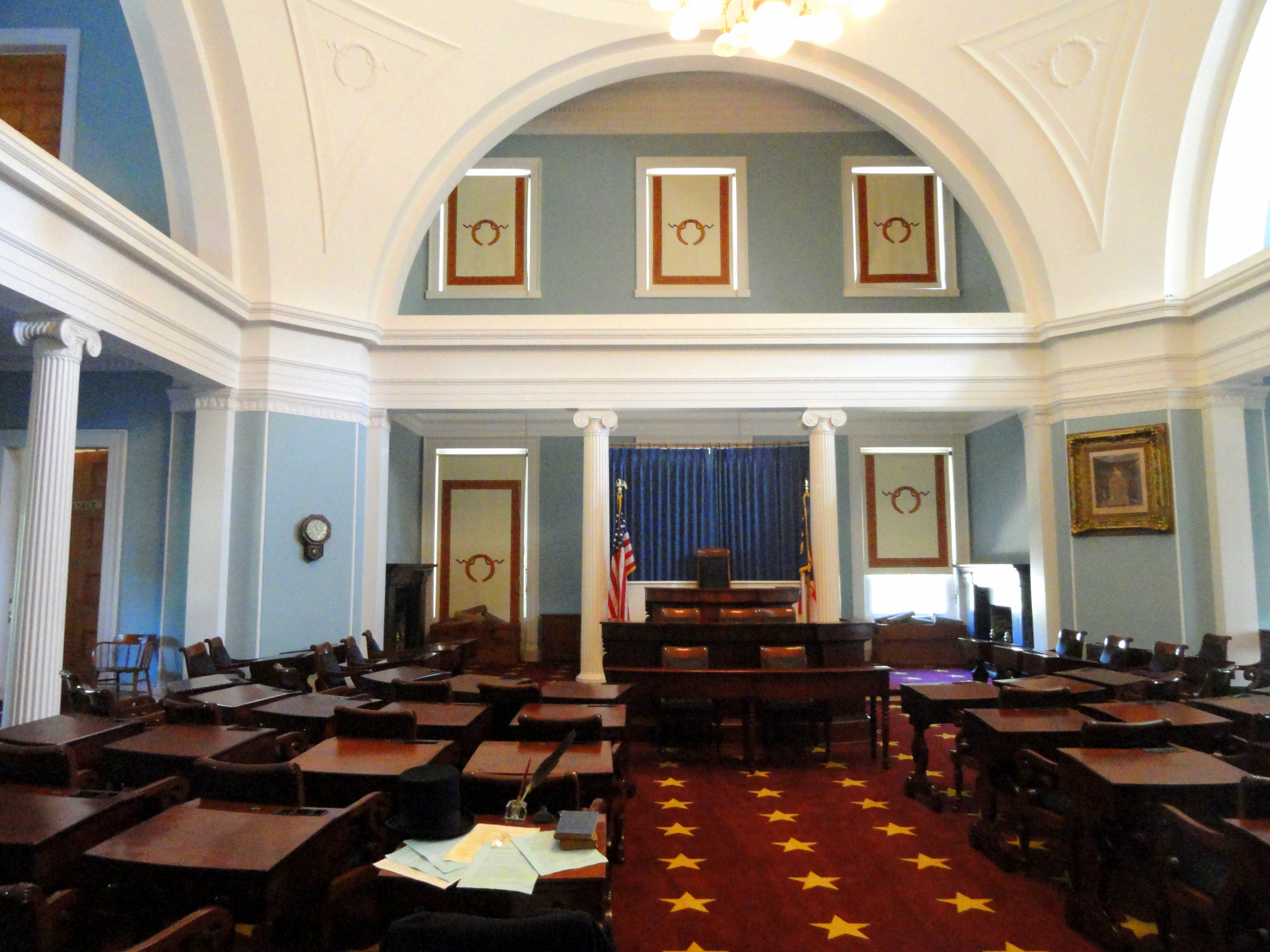
Cambra del Senat

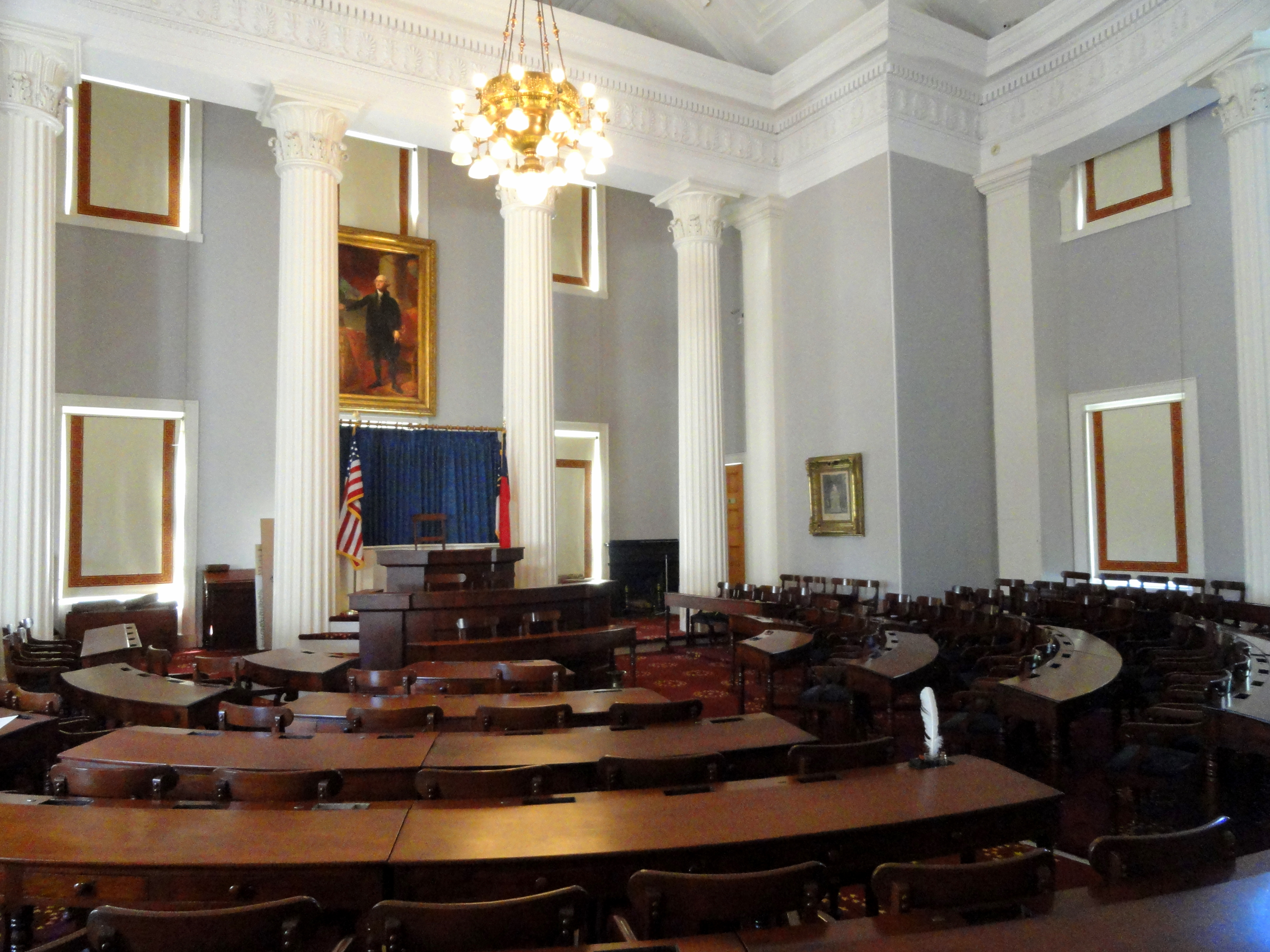
Sala de la Cambra de Representants

La legislatura deriva la seva autoritat d'II d'Article de la Constitució de Carolina del Nord. L'Assemblea General de Carolina del Nord és la legislatura estatal. Com tots altres estats excepte Nebraska, la legislatura és bicameral, actualment consistint de la Cambra de Representatnts de Carolina del Nord, amb 120 membres, i el Senat, de 50 membres. El tinent governador és d'ex officio el president del Senat estatal. El Senat també elegeix el seu president propi pro tempore i la Cambra elegeix el seu Speaker.
La primera Assemblea general de Carolina del Nord va ser convocada el 7 d'abril de 1777 a Nou Bern, Carolina del Nord. Va consistir d'un Senat, el qual va tenir un membre de cada de 37 comtats (malgrat tot de població) i Washington Districte (esdevenia part de Tennessee dins 1796), i una Casa de Commons, el qual va tenir dos membres que representen cada comtat, plus un cadascú de sis districtes o burgs (Edenton, Halifax, Hillsborough, Nou Bern, Salisbury, i Wilmington). Terra única-posseint (100 acres per la Casa de Commons, 300 acres (1. km²) pel Senat), els homes protestants podrien servir. La primera legislatura va elegir el Governador, Richard Caswell. La legislatura era més potent comparat a la branca executiva en el govern primerenc.

## Poder Judicial

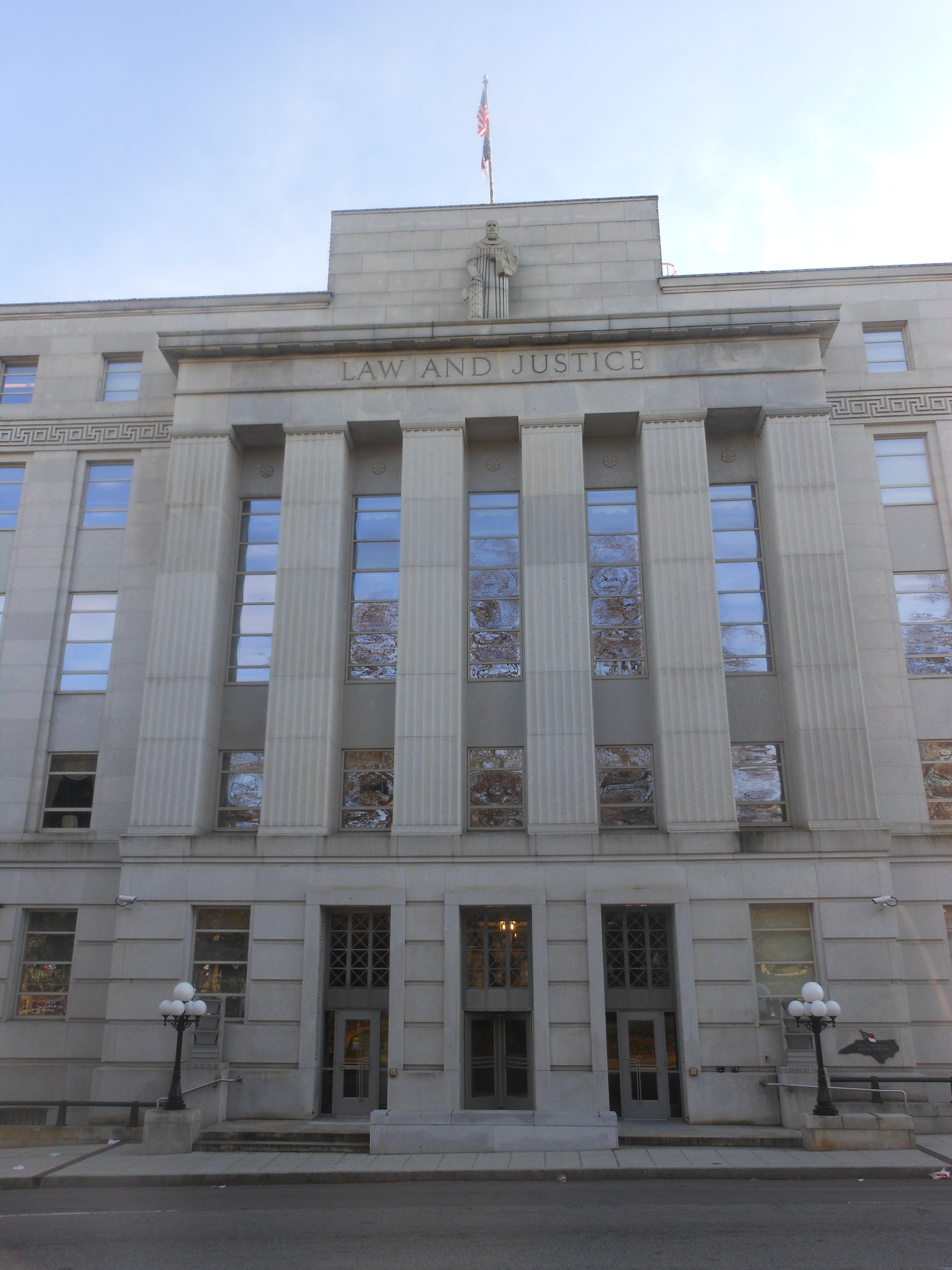
Carolina del Nord edifici de Tribunal Suprem

El sistema judicial actual de Carolina del Nord va ser creat a la dècada del 1960 després d'una reforma i consolidació significativa. El sistema judicial deriva la seva autoritat d'IV d'Article de la Constitució de Carolina del Nord. El sistema judicial estatal és dirigit pel Tribunal Suprem de Carolina del Nord, el tribunal suprem estatal, el qual consisteix en set justícies. El Tribunal de Carolina del Nord d'Apel·lacions és l'estat intermedi appellate tribunal i consisteix en quinze jutges que governen en comissions rotatives de tres. Junt, el Tribunal Suprem i el tribunal d'Apel·lacions constitueix el appellate divisió del sistema de tribunal.

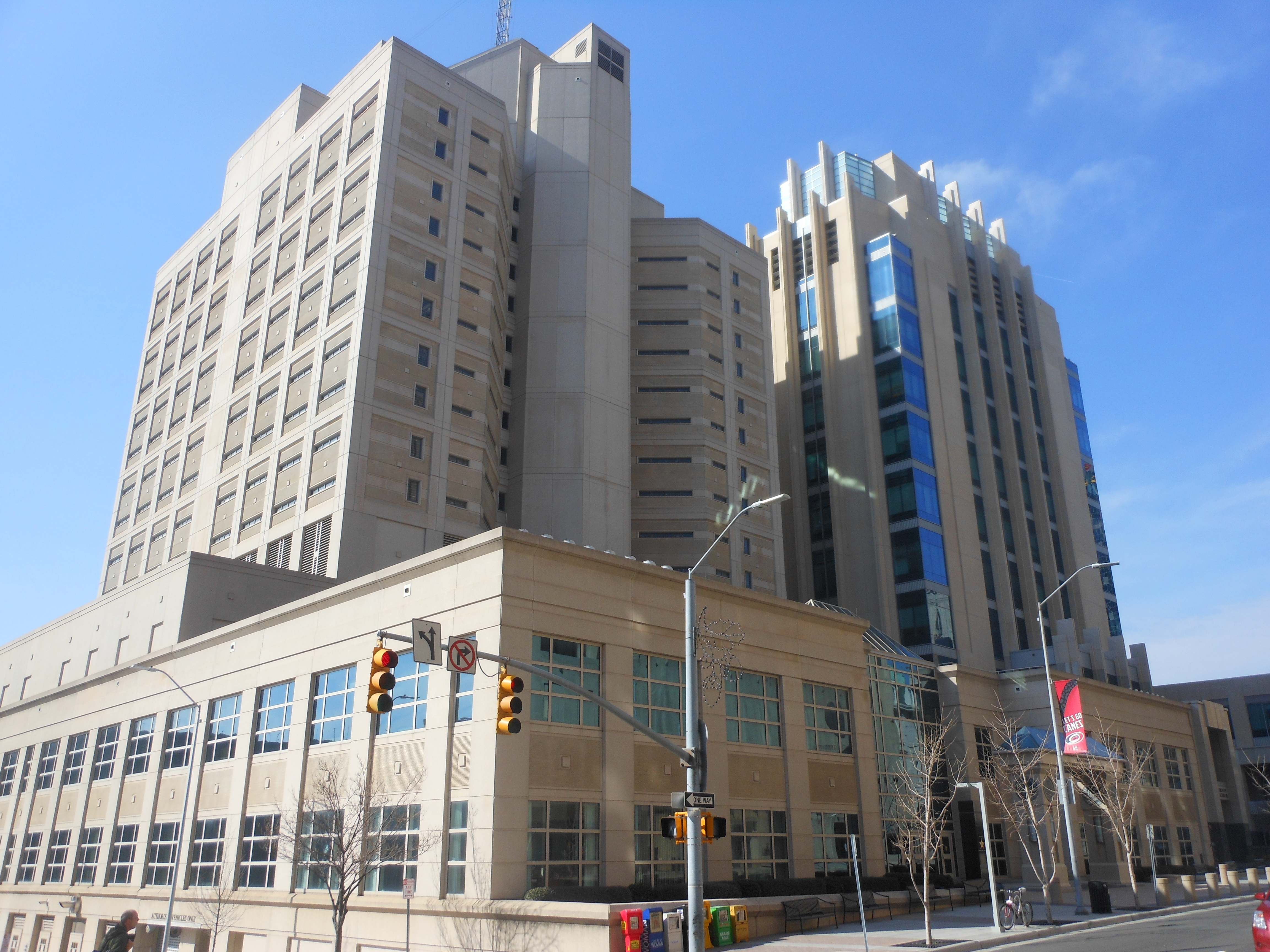
El Despertar Centre de Justice del Comtat en Raleigh

La divisió de judici inclou el Tribunal Superior i el Tribunal de Districte. El Tribunal Superior és el tribunal de judici estatal de jurisdicció general; tot felony casos criminals, els casos civils que impliquen una quantitat dins controvèrsia en sobrant de 10,000$, i les apel·lacions del Tribunal de Districte són provades (de novo revisió) en Tribunal Superior. Un jurat de 12 sent els casos criminals.
El Tribunal de Districte és un tribunal de jurisdicció limitada. Té jurisdicció original sobre assumptes de llei familiar (divorci, custòdia de nen, suport de nen); les reclamacions civils que impliquen menys de 10,000$; els casos criminals que impliquen misdemeanors i infraccions menors; i els casos juvenils que impliquen nens sota l'edat de 16 qui és morós i nens sota l'edat de 18 qui és indisciplinat, dependent, va negligir, o va insultar. Els magistrats del Tribunal de Districte poden acceptar descàrrecs culpables per menor misdemeanors, accepta descàrrecs culpables per trànsit violations, i acceptar waivers de judici per worthless control i altres càrrecs. En casos civils, el magistrat és autoritzat per provar les reclamacions petites que impliquen fins a 5,000$ incloent amo-inquilí i casos de desnonament. Els magistrats també actuen matrimonis civils. Tribunal de districte judicis de banc de conductes únics, sense jurat.

## Govern local
Governs locals dins Carolina del Nord principalment consta de comtats, ciutats, i ciutats. Carolina del Nord té 100 comtats i més de 500 municipis. Els municipis són únics capaç d'exercitar l'autoritat que l'Assemblea General explícitament els dona de llavors ençà
Diferent la majoria d'altres estats, Carolina del Nord no concedeix autoritat ampla sobre assumptes locals a governs locals a través de la seva constitució estatal o un estatut estatal sol. En comptes d'això, Carolina del Nord els governs locals deriven la seva autoritat
d'un “patchwork de lleis locals i generals.” Aquestes lleis inclouen “els estatuts generals nombrosos que” posen fora dels poders generals de tots els governs locals i actes locals que apliquen només a un municipi donat o posat de municipis. Dins alguns casos, el charter establint un govern local particular proporciona que govern amb autoritat addicional.
L'autoritat per crear de l'Assemblea General els governs locals ve de VII d'Article de la Constitució de Carolina del Nord.
Governs de comtat dins Carolina del Nord inclou els oficials següents:
- Sheriffs
- County commissioners
- District attorneys
- Justices of the Peace (historical)
- North Carolina register of deeds
- North Carolina clerk of court (historical)
- Alcoholic Beverage Control Board
- Board of Education
- Board of Elections
- Public Health Board
- Mental Health Board
- Social Services Board

## Consell actual d'oficials Estatals
El 2019 va elegir Consell de deu membres d'Estatal de Carolina del Nord és composta de:

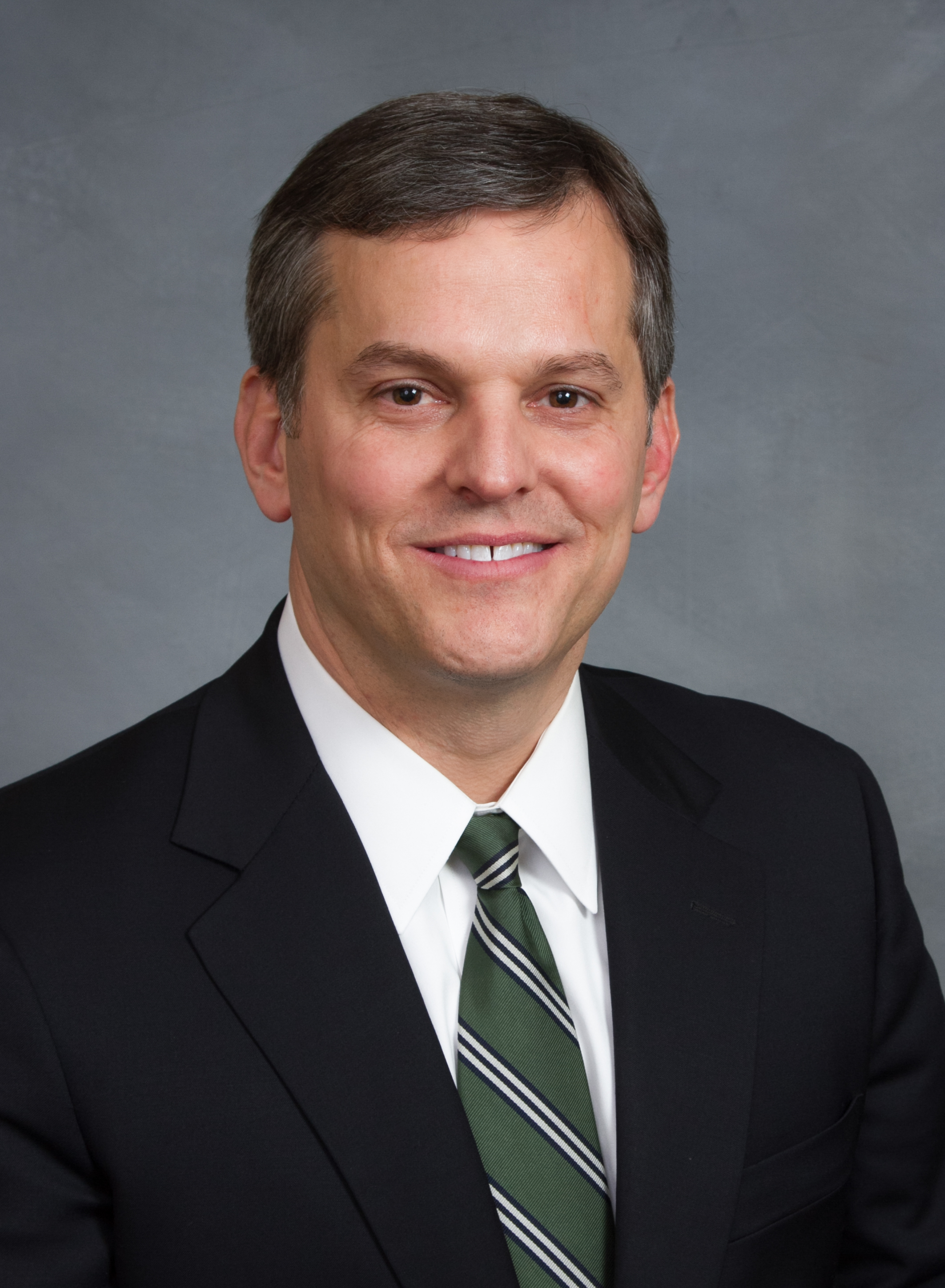
Josh Stein (D) Attorney General
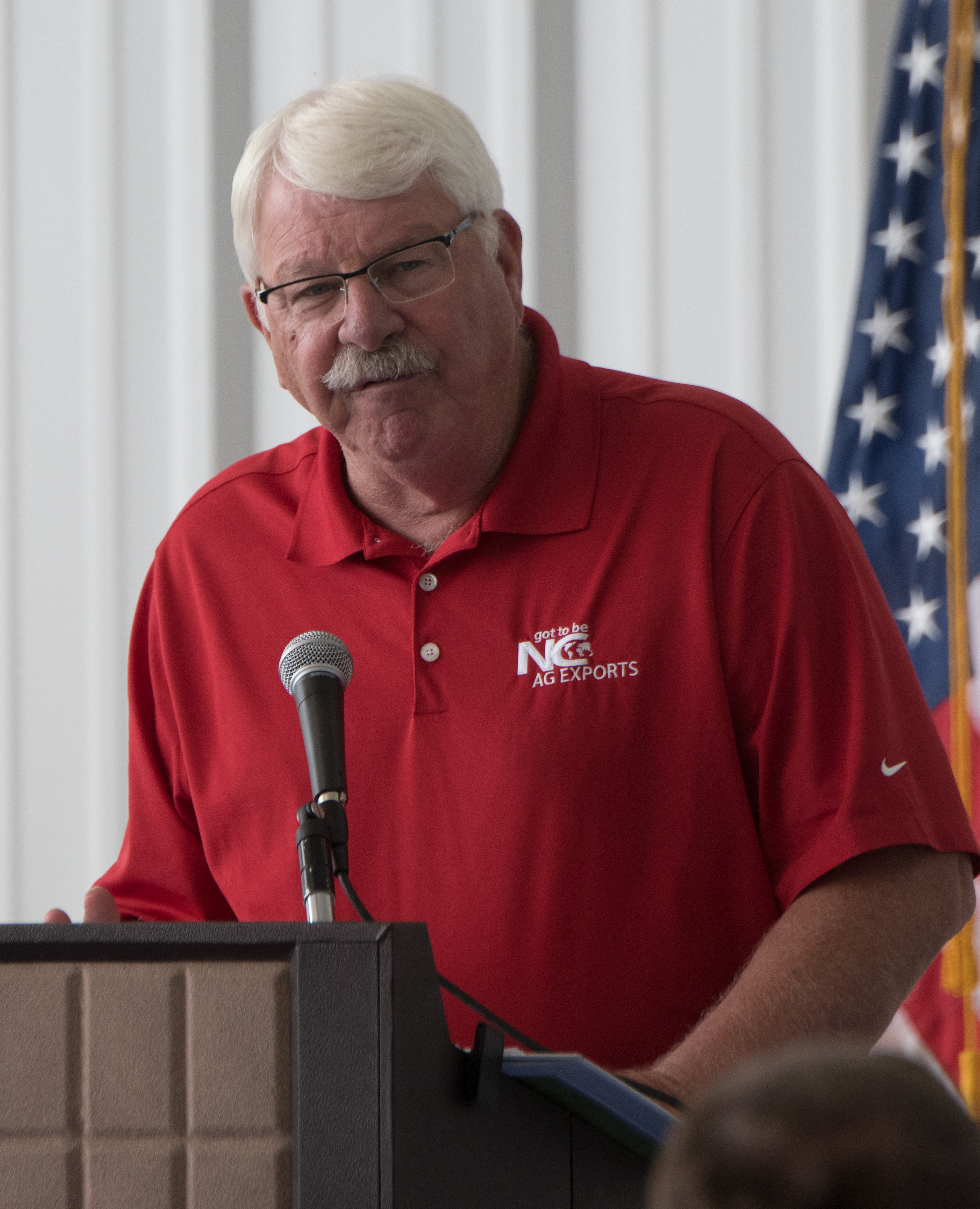
Steve Troxler (R) Commissioner of Agriculture
Mike Causey (R) Commissioner of Insurance
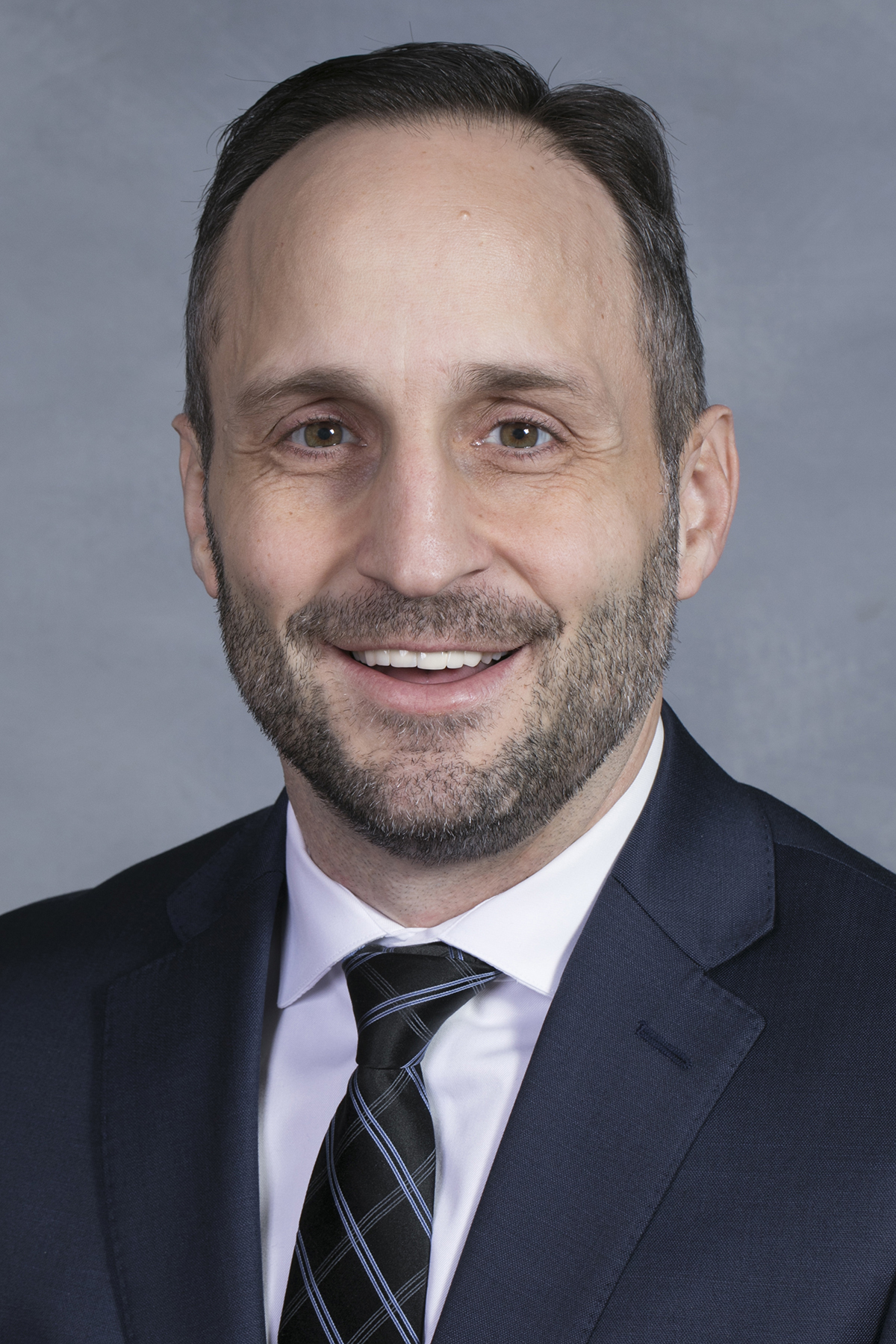
Josh Dobson (R) Commissioner of Labor
Catherine Truitt (R) Superintendent of Public Instruction
Beth Wood (D) State Auditor

- Política de Carolina del Nord
- Llista de Governadors de Carolina del Nord
- Llei de Carolina del Nord